# 동남유럽

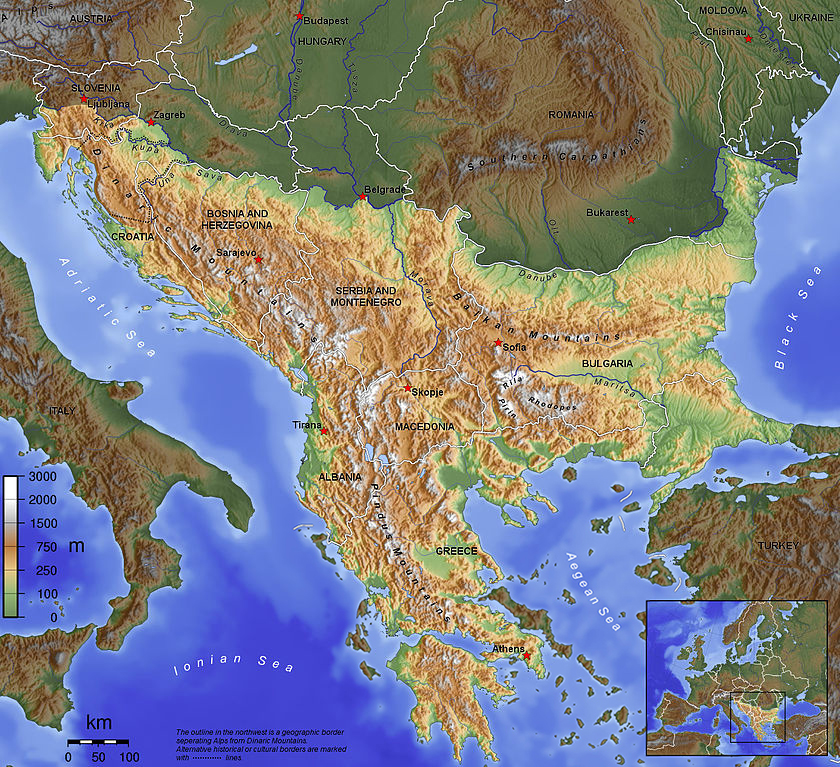
동남유럽 지역

동남유럽은 유럽 동남부 지역이다. 거의 대부분 발칸반도의 국가들이 속해 있다.

## 동남유럽에 위치한 국가
- 그리스
- 루마니아
- 몬테네그로
- 몰도바
- 보스니아 헤르체고비나
- 북마케도니아
- 불가리아
- 세르비아
- 슬로베니아
- 알바니아
- 코소보
- 크로아티아
- 키프로스
- 튀르키예

## 같이 보기
- 동남유럽 협력 프로세스
- 동남유럽여단
- 동남유럽 요리